# Femmine bionde
Femmine bionde (Painting the Clouds with Sunshine) è un film musicale del 1951 diretto da David Butler.

## Trama
Tre ballerine, deluse dalla loro carriera e anche dalla loro vita, decidono di partire per Las Vegas dove vengono raggiunte da un ballerino che conoscevano e da un suo cugino. I due uomini si contendono l'amore delle tre donne.